# 花棘似刺鳊鮈
花棘似刺鳊鮈（学名：Paracanthobrama umbrifer）为鲤科似刺鳊鮈属的鱼类。在中国，分布于桂江和郁江等。该物种的模式产地在广西瑶山。